# 122 (numero)
Centoventidue (122) è il numero naturale dopo il 121 e prima del 123.

## Proprietà matematiche
- È un numero pari.
- È un numero composto, con i seguenti divisori: 1, 2, 61. Poiché la somma dei divisori è 64 < 122, è un numero difettivo.
- È un numero semiprimo.
- È un numero omirpimes.
- È parte delle terne pitagoriche (22, 120, 122), (122, 3720, 3722).
- È un numero palindromo nel sistema di numerazione posizionale a base 11 (101).
- È un numero nontotiente (per cui la equazione φ(x) = n non ha soluzione).

## Astronomia
- 122P/de Vico è una cometa periodica del sistema solare.
- 122 Gerda è un asteroide della fascia principale del sistema solare.

## Astronautica
- Cosmos 122 è un satellite artificiale russo.

## Chimica
- È il numero atomico dell'Unbibio (Ubb), nome sistematico dell'elemento, temporaneamente assegnato dalla IUPAC.

## Telefonia
- È il numero telefonico per le emergenze in Austria.
- È il numero telefonico della polizia in Egitto.
- È il numero telefonico per le emergenze sul traffico in Cina.

## Altri ambiti
122 è anche:
- Il numero di uomini di Micmas secondo il censimento (Bibbia, Neemia 7:31)
- L'età in anni di Jeanne Calment quando morì.